# 尖叶北镖水蚤
尖叶北镖水蚤（学名：Arctodiaptomus acutilobatus）为镖水蚤科北镖水蚤属的动物。分布于蒙古、俄罗斯、土耳其以及中国大陆的新疆等地，一般生活于新疆东北部海拔1至150米的池塘内。